# Chlorophytum nervatum
Chlorophytum nervatum là một loài thực vật có hoa trong họ Măng tây. Loài này được (C.H.Wright) Poelln. mô tả khoa học đầu tiên năm 1947.